# Stevenson Ranch (Kalifornija)
Stevenson Ranch je naseljeno područje za statističke svrhe u američkoj saveznoj državi Kalifornija. Prema popisu stanovništva iz 2010. u njemu je živjelo 17.557 stanovnika.